# انجيلو بيانكي
انجيلو بيانكي (بالإيطالية: Angelo Bianchi)‏ (و. 1904 – م) هو لاعب كرة قدم، من إيطاليا، ولد في روما.